# Grenade M52
Pour les articles homonymes, voir M52.
La grenade M52 est une grenade à main antipersonnel yougoslave. Cette grenade à fragmentation hautement explosive (HE-Frag) était efficace dans les tranchées, les forêts et les bunkers.

## Conception
La série M52 constitue une modernisation de la technologie de l’époque de la Seconde Guerre mondiale, en utilisant un corps de grenade en fonte. La M52R est un successeur direct de son prédécesseur de la Seconde Guerre mondiale. Elle existe en plusieurs variantes : M52R, M52P2R et M52P3, qui ont toutes des conceptions identiques,. Le corps est lisse à l’extérieur, ovale avec des extrémités plates, couleur vert clair avec des marques jaunes au pochoir. L’intérieur de la grenade est dentelé (ou rainuré) pour la fragmentation, afin de produire entre 100 et 150 fragments.
Le filetage de la fusée est inversé, de sorte que lorsque le capuchon de sécurité est dévissé dans le sens normal, la fusée est encore davantage serrée sur le corps. La fusée à percussion est du même style de base, avec un couvercle à verrouillage par friction protégeant une simple amorce exposée. Pour démarrer le délai de 4,5 secondes avant l’explosion, il faut retirer le couvercle et frapper le capuchon sur un objet suffisamment dur. La charge de TNT rend la grenade efficace dans un rayon de 15 mètres,.

## Variantes
La version M52P2R a une conception de fusée améliorée qui éliminé le bruit créé par la fusée de la M52 précédente, qui brûlait avec un son de « bruissement ». La M52P2 est silencieuse. Son fonctionnement est le suivant : on retire le couvercle de sécurité, puis on saisit et on tire le chapeau en forme de champignon, ce qui comprime le ressort à l’intérieur. Une fois que le loquet d’emboîtement sur la tige est dégagé du corps de la fusée, il glisse du percuteur qui se répercute à l’intérieur, frappant l’amorce et initiant le retard. La charge et le rayon efficace sont restés les mêmes que sur la M52.
La version M52P3 utilise une fusée conventionnelle de type « piège à souris » à percuteur armé. Le corps de la fusée est en plastique. Le corps de la grenade reste le même, y compris le filetage inversé pour la fusée.
La grenade M52P2 est également appelée « M69 », comme indiqué sur le capuchon.

## Utilisation
Depuis la dissolution de la Yougoslavie, la grenade M52, comme beaucoup d’armes issues des stocks de l’ex-Armée populaire yougoslave, s’est retrouvée sur le marché noir et est utilisée par des groupes criminels (notamment ceux se livrant au trafic de stupéfiants) pour des « règlements de comptes » contre leurs concurrents. Des incidents impliquant cette grenade ont été signalés à Francfort en Allemagne, à Melbourne en Australie, et à Aubervilliers (Seine-Saint-Denis) dans la banlieue de Paris en France,,,,,,.